# Бруцкус, Юдель Давидович
Юдель-Лейб (Юлий, Юлиус) Давидович Бруцкус (1 января 1870 года, Паланга, Российская империя — 27 января 1951 года, Петах-Тиква, Израиль) — врач и общественный деятель, один из руководителей всемирной еврейской медицинской организации, сионистский деятель, один из основателей и лидеров ревизионистского движения, литовский политик, занимавший пост министра без портфеля по делам евреев, историк, публицист, исследователь истории евреев Восточной Европы.

## Биография
Юдель-Лейб (в быту Юлий, в эмиграции Юлиус и Жюль) Бруцкус родился в курляндском городе Паланга в Российской империи (сейчас территория Литвы), в семье торговца янтарём Давида Бруцкуса и его жены Песи Коган. Его родной брат — агроном и экономист Бер Давидович Бруцкус. Ещё один брат Маркус Бруцкус — инженер, выпускник Киевского политехнического института. В 1878 году семья переехала в Москву, где Йосеф и Давид Бруцкусы (отец и дядя Юлия) открыли фабрику по производству кожаных изделий. Обучался в гимназии в Москве (откуда его семья была выслана в 1892 году). В 1894 году окончил медицинский факультет Императорского Московского университета. Ещё будучи студентом стал членом общественной организации «Сыны Сиона», тогда-же опубликовал библиографический справочник книг о евреях. Состоял также в организации «Любящих Сион».
Затем жил в Санкт-Петербурге, где принимал участие в деятельности «Общества для распространения просвещения между евреями в России». В 1898—1902 годах входил в состав редколлегии русско-еврейского журнала «Восход» (в 1899—1901 годах был секретарём редакции). В 1902 году, по причине усиления антисионистского крыла редколлегии ушёл из журнала и перешёл в газету «Будущность», которая стояла на сионистских позициях.
В 1905 году перешёл в редколлегию альманаха «Хроника еврейской жизни», приложения к журналу «Еврейская жизнь», бывшего центральным органом русскоязычных сионистов, издававшийся в Санкт-Петербурге в 1904—1907 годах, основателем которого был еврейский юрист Николай Сурин.
В 1907 году вошёл в редколлегию возрождённого журнала «Рассвет», в котором работал вместе с Абрамом Давидовичем Идельсоном и Владимиром Евгеньевичем Жаботинским. С 1907 (по другим данным с 1901) года работал врачом по детским и венерическим заболеваниям в Минске
Был председателем российского сионистского центра, «Союза за достижение полного равноправия народа Израиля в России» и депутатом сионистских конгрессов. На 8-м конгрессе в Гааге был избран в «Сионистский исполнительный комитет». Входил в управляющий совет «Еврейского колониального банка» и в центральный комитет российских евреев в Вильне. Участвовал в Вильне в дискуссиях между сионистами и бундистами.
После революции в России Юдель Бруцкус был избран депутатом Учредительного собрания от Минского округа по еврейскому списку (в избирательных списках и в списках членов Собрания указан ещё как Юдель-Лейба Давидович Бруцкус). В декабре 1917 года состоял членом Эстляндского уполномочия по устройству беженцев. Участвовал в деятельности организации российских евреев, ушедшей в подполье и был арестован вместе с ещё 106 участниками московского сионистского съезда 23 апреля 1920 года. По делу о проведении съезда 29 июня 1920 года шестеро сионистских лидеров, в том числе Бруцкус, были приговорены к пяти годам и сразу же амнистированы.
В 1922 году переехал в Литву и работал над организацией автономных еврейских организаций в независимой Литовской Республике. Был лидером второго съезда представителей еврейских организаций в Каунасе в феврале 1922 года. Между 13 ноября 1922 года и 12 марта 1923 года был депутатом первого сейма Литвы от еврейской фракции. В январе-феврале 1923 года входил в правительство Эрнестаса Галванаускаса в качестве министра без портфеля по делам евреев, сменив в этой должности Макса Соловейчика.
В 1924 году, после ограничения еврейской автономии в Литве, переехал в Германию и поселился в Берлине, где встал во главе еврейской медицинской организации «Эза». Входил в руководство ОРТа. После прихода нацистов к власти в Германии переехал в Париж, где был избран почётным председателем всемирной организации «Эза». Некоторое время участвовал в работе ревизионистов.
Во время Второй мировой войны был арестован во Франции вишистами, но сумел освободиться и в 1940 году перебрался в США, где встал во главе «Союза русских сионистов».
В 1949 году переехал жить в Израиль. Поселился в Петах-Тикве. Участвовал в работе союза общих сионистов.
Публиковал научные работы по истории евреев России и Польши. Внёс большой вклад в развитие темы Хазарского каганата, истории караимов Восточной Европы, исследовал торговые связи евреев Западной Европы и Киева в XII-м веке.
Скончался в Петах-Тикве 27 января 1951 года. 12 февраля 1951 года в Париже прошло совместное заседание Союза русских евреев и организации литовских евреев памяти Юлия Бруцкуса.
Юдель-Лейб Бруцкус был женат несколько раз: в 1905 году в Риге вторым браком женился на Фейге-Басе Фейтельсон, а в 1910 году там же — на её сестре Нехаме Фейтельсон.